# 해수 (명나라)
해수(海壽)는 명나라의 환관이다. 태종, 세종 때 조선에 사신으로 갔다.

## 해수가 등장하는 작품
- 《용의 눈물》(KBS1, 1996년) - 배우: 서동수
- 《대왕 세종》(KBS2, 2008년) - 배우: 하용진